# Черченко Мотрона Михайлівна
Мотрона Михайлівна Черченко (1914, село Калюжинці, тепер Срібнянського району Чернігівської області — ?) — українська радянська діячка, дільничний агроном Засульської МТС, голова колгоспу імені Тельмана Роменського району Сумської області. Депутат Верховної Ради СРСР 2—4-го скликань.

## Біографія
Народилася в селянській родині. З 1931 по 1935 рік навчалася в Сокиринському сільськогосподарському технікумі Срібнянського району Чернігівської області.
Після закінчення технікуму працювала завідувачем агродільниці Засульської машинно-тракторної станції (МТС) Роменського району Сумської області. У 1939 році була учасницею Всесоюзної сільськогосподарської виставки.
Під час німецько-радянської війни перебувала в евакуації, працювала дільничним агрономом та завідувачем агродільниці у Воронезької і Саратовській областях РРФСР. У 1944 році повернулася на Сумщину.
З 1944 року — дільничний агроном Засульської машинно-тракторної станції (МТС) Роменського району Сумської області.
Член ВКП(б).
На 1954 рік — голова колгоспу імені Тельмана Роменського району Сумської області.

## Нагороди та звання
- медалі